# Megaselia manualis
Megaselia manualis är en tvåvingeart som först beskrevs av Malloch 1912.  Megaselia manualis ingår i släktet Megaselia och familjen puckelflugor. Arten är reproducerande i Sverige. Inga underarter finns listade i Catalogue of Life.